# Кармана
Кармана (узб. Karmana / Кармана) — городской посёлок в Навоийской области Узбекистана, административный центр Карманинского района.

## История
Город Кармана был одним из известных средневековых городов Центральной Азии. По данным автора X века Наршахи, Кармана был родиной многих литераторов и поэтов. Была поговорка, по которой город Кармана в древности носил название Бадгиа-и-хурдак (буквально  «кувшинчик»).
В XII веке в ходе военных действий и сопротивления местных жителей город Кармана был захвачен и разрушен хорезмшахом, Иль Арсланом (1156—1172). Позже он был восстановлен и в XV веке снова превращён в крупный город.
С XVI века город Кармана входил в состав Бухарского ханства, был административным центром Карманинского бекства. В последний период средневековья Кармана был превращён в бекство с особым преимуществом после крупного столкновения эмира  Сеид Абдулахад-хана с влиятельными представителями духовенства и удаления его навсегда из своей столицы в город Кармана. Сеид Абдулахад-хан проводил большую часть времени в Кармане и был здесь похоронен.
В Кармане располагалась четырёхугольная цитадель — урда площадью 1,5 квадратных версты (1,7 км²). У последних бухарских эмиров в Кармане имелись 2 дворца. Один из них, летний дворец (Чорбог), располагался за пределами селений, а второй — внутри цитадели, за крепостной стеной. Ни цитадель, ни дворец в цитадели эмира до наших дней не дошли — из-за неблагоразумного поступка Аулийакул-бей бия диванбеги они были разрушены большевиками.
В 1918 году город Кармана был вовлечен в кровавые «колесовские события», когда погибло много[сколько?] местных жителей, в том числе члены правящей династии Мангытов. После установления советской власти город входил в состав Бухарской области, а с 1984 года был административным центром Навоийского района.
В 1958 году в районе посёлка Кармана при строительстве горно-металлургического комбината был основан новый город — Навои. В 1968 году Кармана получила статус посёлка городского типа, а в 1979 году — статус города. В 2003 году она утратила этот статус и вновь стала посёлком городского типа.

## География
Расположен в 8 км от железнодорожной станции Навои (узел линий на Самарканд, Учкудук и Бухару).

## Достопримечательности
- Мавзолей Мир-Сеид Бахрам X—XI веков
- Мавзолей Касым-шейха (1558—1559 годы)
- Мавзолей Шейха Ходжи Хисрава (XIV век)
- Резиденция Мирзачорбог (1900-1905 годы)

Также в 17 км к западу от Карманы, возле аэропорта Навои, располагаются караван-сарай Рабат-и Малик (бывшая резиденция Караханидов XI—XII вв) и сардоба Малик, конструкция которой стала прообразом главного купола ташкентского базара Чорсу.

## Население
| 1970   | 1979   | 1989   |
| ------ | ------ | ------ |
| 12 970 | 13 879 | 16 767 |